# Fermanville
Fermanville é uma comuna francesa na região administrativa da Normandia, no departamento Mancha. Estende-se por uma área de 11,55 km². Em 2010 a comuna tinha 1 298 habitantes (densidade: 112,4 hab./km²).